# SWM (motorfiets)

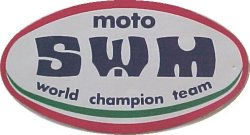
Logo van SWM.

SWM is een historisch Italiaans motorfietsmerk.
De bedrijfsnaam SWM stond voor: Speedy Working Motors, later SWM Motocicli Palazzolo Milanese, Milano (1971-1987).
Italiaans merk dat in 1971 op de motormarkt verscheen. Men bouwde voornamelijk terreinmotoren en bromfietsen met motorblokken van Sachs, Rotax en Minarelli. In 1976 nam SWM het merk Moto Gori over.
In 1985 ging het bedrijf failliet. In hetzelfde jaar probeerde men het merk terug op de markt te brengen onder de naam SVM (Societa Veicola Milanese), maar in 1987 viel het doek definitief. Zie ook BPS en Bombardier.